# Program Saljut
Saljut (rusky Салю́т; „pozdrav“) byl sovětský program kosmických stanic a také název jednotlivých stanic tohoto programu. Program Saljut později nahradil z něho vycházející program Mir.

## Popis
Postupně vylepšovaná řada orbitálních stanic Saljut byla vypouštěna sovětskou nosnou raketou Proton-K, která určovala rozměry a hmotnost těchto stanic. Stanice byly o hmotnosti cca 18 900 kg, délce 15,5 metru a průměru 4,15 metru. Objem obyvatelných částí byl téměř 100 m³. Jednotlivé varianty byly postupně vylepšovány.
Saljut 3 a Saljut 5 měly návratové pouzdro, které dopravilo vzorky výzkumů na Zemi. Stanice Saljut 6 a Saljut 7 byly vybaveny dvěma spojovacími uzly, které umožňovaly, aby stanice hostila dvě transportní lodě Sojuz nebo byla zásobována nákladními loděmi Progress.
Stanice se účastnily vojenského programu Almaz, při kterém se mapoval povrch Země. Toto využití však v tehdejší době sovětské autority nepotvrdily.

## Seznam orbitálních stanic Saljut
Program se skládal z civilních stanic DOS (Durable Orbital Station) a vojenských stanic OPS (Orbital Piloted Station). V tabulce níže jsou uvedeny všechny použité moduly v rámci tohoto projektu, včetně těch, které selhaly nebo byly ztraceny. Pro porovnání jsou uvedeny i moduly Mir a Zvezda, které sice nejsou součástí projektu Saljut, nicméně navazují něj.
| Název stanice      | Označení modulu | Start             | Zánik                  | Počet dní na orbitě | Z toho s posádkou | Celkový počet členů posádky | Návštěvy pilotovaných lodí | Návštěvy nepilotovaných lodí | Hmotnost kg |
| ------------------ | --------------- | ----------------- | ---------------------- | ------------------- | ----------------- | --------------------------- | -------------------------- | ---------------------------- | ----------- |
| Saljut 1           | DOS-1           | 19. duben 1971    | 11. říjen 1971         | 175                 | 24                | 3                           | 2                          | 0                            | 18 412      |
| -                  | DOS-2           | 29. července 1972 | 29. července 1972      | 0                   | 0                 | 0                           | 0                          | 0                            | 18 500      |
| Saljut 2           | OPS-1           | 3. duben 1973     | 28. květen 1973        | 54                  | 0                 | 0                           | 0                          | 0                            | 18 500      |
| Kosmos 557         | DOS-3           | 11. května 1973   | 22. května 1973        | 11                  | 0                 | 0                           | 0                          | 0                            | 19 400      |
| Saljut 3           | OPS-2           | 24. červen 1974   | 25. leden 1975         | 213                 | 15                | 2                           | 1                          | 0                            | 18 500      |
| Saljut 4           | DOS-4           | 26. prosinec 1974 | 3. únor 1977           | 770                 | 92                | 4                           | 2                          | 1                            | 18 500      |
| Saljut 5           | OPS-3           | 22. červen 1976   | 8. srpen 1977          | 412                 | 67                | 4                           | 2                          | 0                            | 19 000      |
| Saljut 6           | DOS-5           | 29. září 1977     | 29. červenec 1982      | 1764                | 683               | 33                          | 16                         | 14                           | 19 000      |
| Saljut 7           | DOS-6           | 19. duben 1982    | 8. únor 1991           | 3216                | 816               | 26                          | 12                         | 15                           | 19 000      |
| Mir (hlavní modul) | DOS-7           | 19. února 1986    | 23. března 2001        | 5511                | 4592              | 104                         | 39                         | 64                           | 20 400      |
| ISS (modul Zvezda) | DOS-8           | 12. července 2000 | leden 2031 (plánováno) | 8998                | 8867              | 215                         | 7                          | 35                           | 19 051      |